# الف میلوارد
الف میلوارد (به انگلیسی: Alf Milward) بازیکن فوتبال زادهٔ ۱۲ سپتامبر ۱۸۷۰ اهل کشور انگلستان که سابقهٔ بازی در تیم ملی فوتبال انگلستان را در کارنامهٔ خود دارد. وی در تاریخ ۷ مارس ۱۸۹۱ نخستین بازی ملی خود را در مقابل تیم ملی فوتبال ولز انجام داد و با حضور در ۴ بازی ملی، در تاریخ ۳ آوریل ۱۸۹۷ واپسین بازی ملی‌اش را در برابر تیم ملی فوتبال اسکاتلند برگزار کرد.
این بازیکن توانسته در بازی‌های ملی، ۳ گل به ثمر برساند.